# Naucoria spadicea
Naucoria spadicea är en svampart som beskrevs av D.A. Reid 1984. Naucoria spadicea ingår i släktet skrälingar och familjen Strophariaceae.   Inga underarter finns listade i Catalogue of Life.